# Подгориця
Подго́риця (чорн. Podgorica / Подгорица) — найбільше місто та столиця Чорногорії.
Населення 150 977 мешканців (2011). За 11 км на південь від столиці розташовується міжнародний аеропорт Подгориця.
Серед промисловості поширена алюмінієва, металообробна, меблева, текстильна, харчова промисловість.
У місті є Академія наук і мистецтв Чорногорії та Університет Чорногорії.

## Історія
Поселення на місці сучасної Подгориці, відоме з римських часів, мало назву Бірзімініум. Поруч із ним, на пагорбі, що зараз має назву Гориця, існувало святилище, в якому за часів Діоклетіана була встановлена величезна статуя божества із палицею, обвитою змією, — ототожнюваного з Ескулапом або ж Сатурном. З утвердженням християнства статую повалили, а її залишки втопили в річці Морача, а на місці святилища звели церкву святого Георгія. Бірзімініум занепав, а з часом місцевість була заселена слов'янами.
У Середньовіччі поселення отримало слов'янську назву Рибниця, і під цим ім'ям місто вперше згадується в 1326 році.
Як місто відома приблизно з 1330 року. З кінця XV століття у складі Османської імперії. Рішенням Берлінського конгресу 1878 року повернута Чорногорії. З 1918 року в Королівстві сербів, хорватів та словенців (з 1929 року — Королівство Югославія). У 1952—1992 роках місто називалось Тітоград на честь Йосипа Броз Тіто. У 2006 році після розпаду Сербії та Чорногорії місто стало столицею Чорногорії.
Більшість давніх споруд було знищено за часів Другої Світової, проте збереглися залишки турецької фортеці XV століття та деякі будинки XVII—XIX століть.

## Клімат
Відповідно до класифікації кліматів Кеппена Подгориця має клімат, перехідний від середземноморського клімату (Csa) до вологого субтропічного клімату (Cfa). Хоча місто розташоване всього лише за 35  км від Адріатичного моря, гірський хребет Румія Динарських Альп відокремлює басейн Скадарського озера і район Подгориці від моря, у такий спосіб обмежуючи вплив моря на місцевий клімат.
| Клімат Подгориці                        | Клімат Подгориці | Клімат Подгориці | Клімат Подгориці | Клімат Подгориці | Клімат Подгориці | Клімат Подгориці | Клімат Подгориці | Клімат Подгориці | Клімат Подгориці | Клімат Подгориці | Клімат Подгориці | Клімат Подгориці | Клімат Подгориці |
| Показник                                | Січ.             | Лют.             | Бер.             | Квіт.            | Трав.            | Черв.            | Лип.             | Серп.            | Вер.             | Жовт.            | Лист.            | Груд.            | Рік              |
| Абсолютний максимум, °C                 | 18,8             | 23,0             | 27,0             | 30,0             | 33,8             | 38,5             | 41,8             | 44,8             | 38,9             | 32,2             | 27,4             | 20,0             | 44,8             |
| Середній максимум, °C                   | 9,5              | 11,3             | 15,1             | 19,1             | 24,3             | 28,2             | 31,8             | 31,7             | 27,3             | 21,7             | 15,4             | 11,1             | 20,5             |
| Середня температура, °C                 | 5,0              | 6,8              | 10,0             | 13,9             | 19,0             | 22,8             | 26,0             | 25,5             | 21,4             | 15,9             | 10,5             | 6,5              | 15,3             |
| Середній мінімум, °C                    | 1,4              | 3,1              | 5,8              | 9,1              | 13,5             | 17,3             | 20,3             | 20,2             | 16,5             | 11,6             | 6,8              | 2,9              | 10,7             |
| Абсолютний мінімум, °C                  | −17              | −10,9            | −8,4             | −0,5             | 2,5              | 8,2              | 11,0             | 9,0              | 4,0              | −1,5             | −7,4             | −10              | −17              |
| Норма опадів, мм                        | 192              | 167              | 159              | 144              | 89               | 63               | 38               | 66               | 121              | 166              | 239              | 217              | 1661             |
| Вологість повітря, %                    | 77               | 79               | 71               | 70               | 69               | 61               | 53               | 53               | 64               | 75               | 83               | 82               | 70               |
| --------------------------------------- | ---------------- | ---------------- | ---------------- | ---------------- | ---------------- | ---------------- | ---------------- | ---------------- | ---------------- | ---------------- | ---------------- | ---------------- | ---------------- |
| Джерело: Climate Charts WMO MSN Weather |                  |                  |                  |                  |                  |                  |                  |                  |                  |                  |                  |                  |                  |

## Населення
Населення міста Подгориця
| Перепис | Населення |
| ------- | --------- |
| 1948    | 14,369    |
| 1953    | 19,868    |
| 1961    | 35,054    |
| 1971    | 61,727    |
| 1981    | 96,074    |
| 1991    | 117,875   |
| 2003    | 136,473   |

Населення громади Подгориця
| Перепис | Населення |
| ------- | --------- |
| 1948    | 48,599    |
| 1953    | 55,669    |
| 1961    | 72,319    |
| 1971    | 98,796    |
| 1981    | 132,290   |
| 1991    | 179,401   |
| 2003    | 169,132   |

Національний розподіл (2003)
| Національність | Кількість | Відсоток |
| -------------- | --------- | -------- |
| Чорногорці     | 96,343    | 56.96 %  |
| Серби          | 44,423    | 26.26 %  |
| Албанці        | 9,296     | 5.49 %   |
| Араби          | 4,399     | 2.60 %   |
| Бошняки        | 2,307     | 1.36 %   |
| Роми           | 1,389     | 0.82 %   |
| Хорвати        | 709       | 0.42 %   |
| Не визначились | 6,978     | 4.12 %   |
| Інші           | 1,834     | 1.08 %   |
| Немає даних    | 1,233     | 0.73 %   |
| Загалом        | 169,132   | 100 %    |

## Економіка
Подгориця — не тільки адміністративний центр Чорногорії, а і її головний економічний двигун. Більша частина промислової, фінансової та торговельної бази Чорногорії розташована в Подгориці.

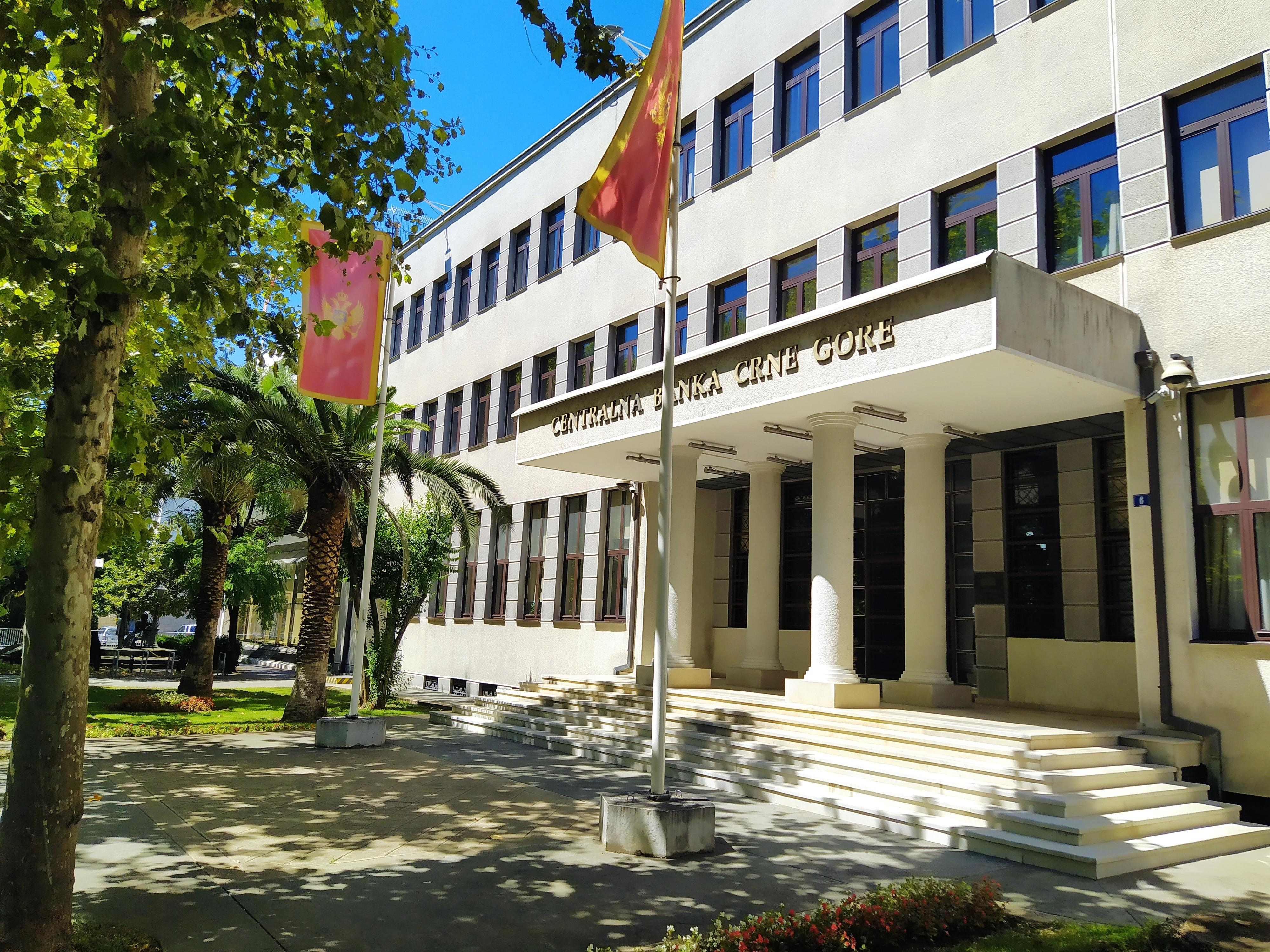
Штаб-квартира Центрального банку Чорногорії

До Першої світової війни більша частина економіки Подгориці була пов'язана з торгівлею та дрібним виробництвом, що було економічною моделлю, встановленою за часів тривалого правління Османської імперії. Після Другої світової війни стала столицею Чорногорії та центром швидкої урбанізації та індустріалізації епохи СФРЮ. У місті та його околицях були засновані такі галузі промисловості, як обробка алюмінію та тютюну, текстильна промисловість, машинобудування, виробництво транспортних засобів та виробництво вина. У 1981 році ВВП Подгориці на душу населення становив 87 % від середнього по Югославії.
На початку 1990-х років розпад Югославії, югославські війни та санкції, запроваджені ООН, залишили промисловість Подгориці без традиційних ринків збуту, постачальників і вільних коштів. Це, у поєднанні з типовим тиском перехідного періоду, призвело до занепаду промислової бази, де багато галузей занепали, залишивши тисячі громадян без роботи.  Однак деяким галузям промисловості, зокрема Plantaže, вдалося пережити потрясіння 1990-х років, і вони й досі залишаються основними постачальниками чорногорського експорту та промислового виробництва.
Коли Чорногорія розпочала свій рух за незалежність від Сербії наприкінці 1990-х років, Подгориця отримала значну вигоду від збільшення концентрації державного сектору та сфери послуг.  На додаток до майже всього уряду країни, в Подгориці знаходиться Чорногорська фондова біржа та інші великі чорногорські фінансові установи, а також телекомунікаційні оператори, засоби масової інформації, чорногорська авіакомпанія та інші значні установи та компанії.
Значна присутність державного сектору та сектору послуг врятувала економіку Подгориці від тривалої стагнації під час рецесії наприкінці 2000-х років, яка сильно вдарила по Чорногорії. Хоча в середині 2014 року в Подгориці проживало близько 30 % громадян Чорногорії, на муніципалітет припадало 44 % зайнятих в країні. З усієї маси виплачених чистих зарплат в Чорногорії в тому році близько 47 % було виплачено в Подгориці. Середньомісячна чиста заробітна плата в грудні 2021 року в муніципалітеті Подгориці становила 537 євро.

### Туризм
Іншими культурними та історичними пам'ятками в Подгориці та її околицях є Сахат кула (Годинникова вежа) Аджи-паші Османагіча, руїни фортеці Рибниця, залишки міста Доклея, Стара Варош і Везірів міст (міст візира). Подгориця має чудове транспортне сполучення з іншими центрами.
За дев'ять кілометрів від міста розташований міжнародний аеропорт, недалеко від якого знаходяться залізничний і автобусний вокзали.

### ЗМІ
Подгориця є медіацентром Чорногорії. Тут знаходиться штаб-квартира державного суспільного телевізійного мовника RTCG. Тут також працює місцева телерадіостанція «Градська». Комерційні мовники в Подгориці включають TV Vijesti, Prva TV, Nova M і Adria TV. Усі щоденні газети Чорногорії (найстаріша чорногорська щоденна газета Pobjeda, Vijesti, Dnevne Novine і Dan) виходять у Подгориці.

## Транспорт

### Громадський транспорт
Громадський транспорт Подгориці складається з 11 міських і 16 приміських автобусних ліній. Міське підприємство громадського транспорту AD Gradski saobraćaj було єдиним автобусним оператором до 1990-х років, коли з'явилися приватні перевізники. Компанія збанкрутувала у 2001 році, і відтоді автобуси експлуатуються виключно приватними перевізниками. Станом на 2023 рік громадський транспорт у Подгориці здійснюється лише автобусами, 12 міських та 16 приміських ліній.
Громадський транспорт стикається з конкуренцією з боку дуже популярних диспетчерських служб таксі. Дерегуляція. Зазвичай таксомоторні компанії надають високий рівень послуг, мають відносно нові та однорідні автопарки, а також GPS-трекери.
Дороги
Розташування Подгориці в центральній частині Чорногорії робить її природним вузлом для залізничного та автомобільного транспорту. Дороги в Чорногорії (особливо ті, що з'єднують Подгорицю з північною Чорногорією та Сербією) зазвичай поступаються сучасним європейським дорогам. Обидва основні чорногорські автодорожні проєкти, автомагістраль Бар-Боляре та автомагістраль Нудо-Божай, проходитимуть поблизу Подгориці. Перша черга автомагістралі A-1 (Бар-Боляре) була відкрита 13 липня 2022 року. Тунель Созіна (4.2 км) скоротив час у дорозі з Подгориці до Бара (головного морського порту Чорногорії) до менш ніж 30 хвилин. У 2011 році було побудовано нову об'їзну дорогу, щоб вивести транспортні шляхи з півночі на південь країни з центру міста. Південно-західна об'їзна дорога також була побудована з тією ж метою, щоб вивести важкий транспорт з центру міста. Для Подгориці також характерна розгалужена мережа багатосмугових бульварів, які роблять внутрішньоміський транспорт швидким та ефективним. Рух через річку Морача відбувається безперешкодно, оскільки береги річки дуже добре з'єднані 6 автомобільними та 3 пішохідними мостами.
Основними транзитними сполученнями Подгориці є:
- на північ (E65, E80), у напрямку до Белграда та далі до Центральної Європи
- на захід (E762), у напрямку Нікшича, Боснії та далі до Західної Європи
- на південь (E65, E80) у напрямку до Адріатичного узбережжя
- на схід (E762), у бік Албанії

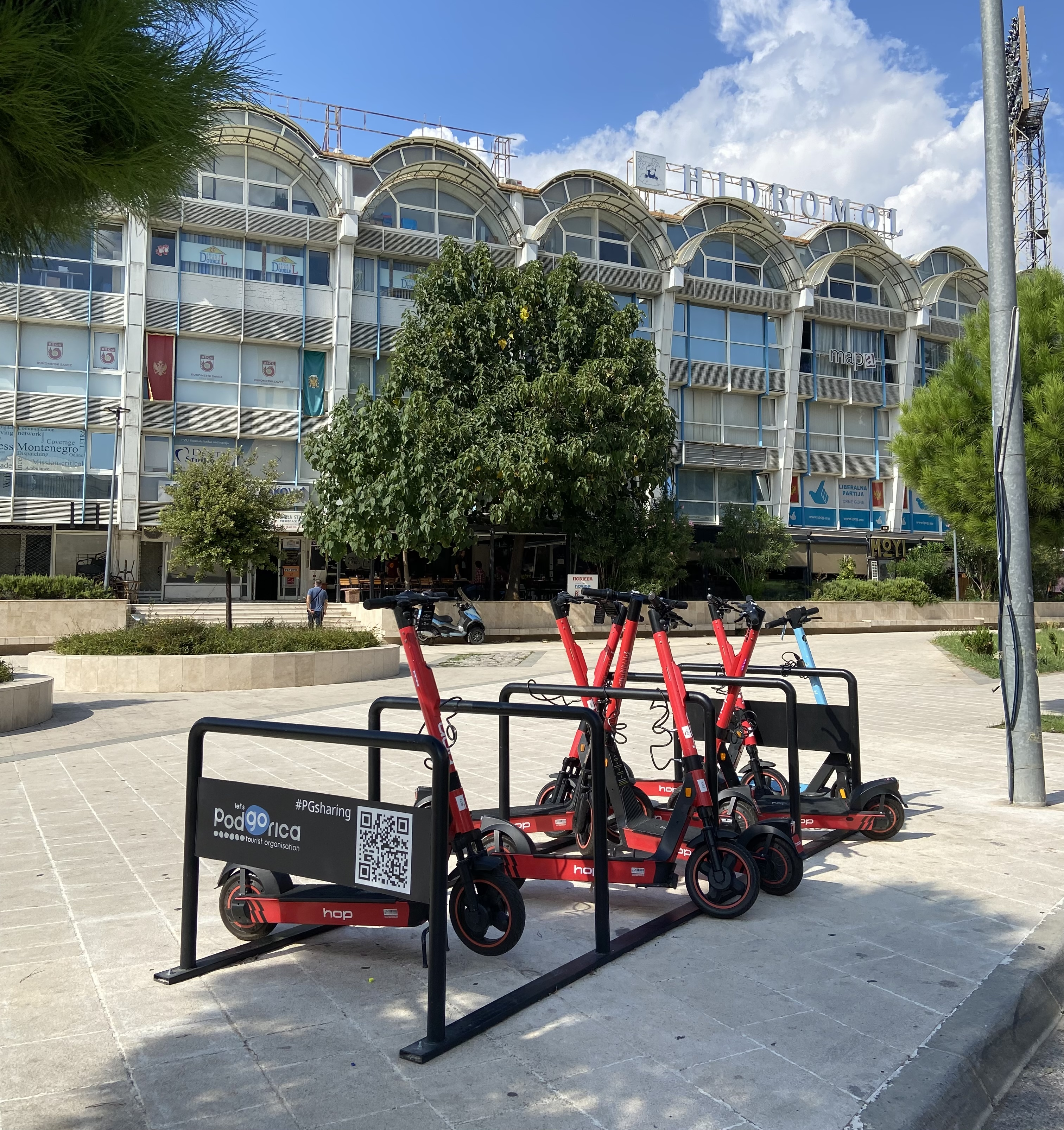
Прокат електросамокатів
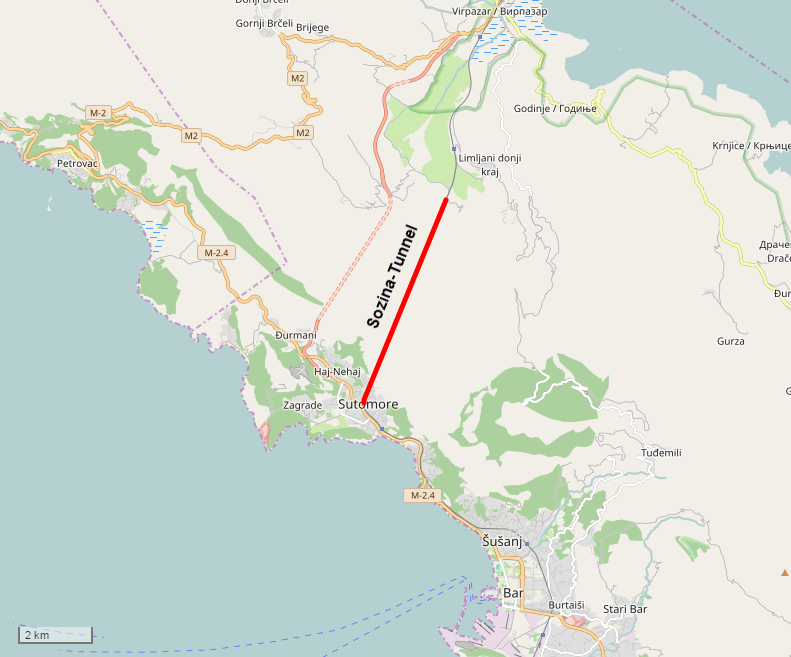
Тунель Созіна скорочує шлях від Подгориці до головного порту Чорногорії Бар приблизно на 25 км.

### Залізниця

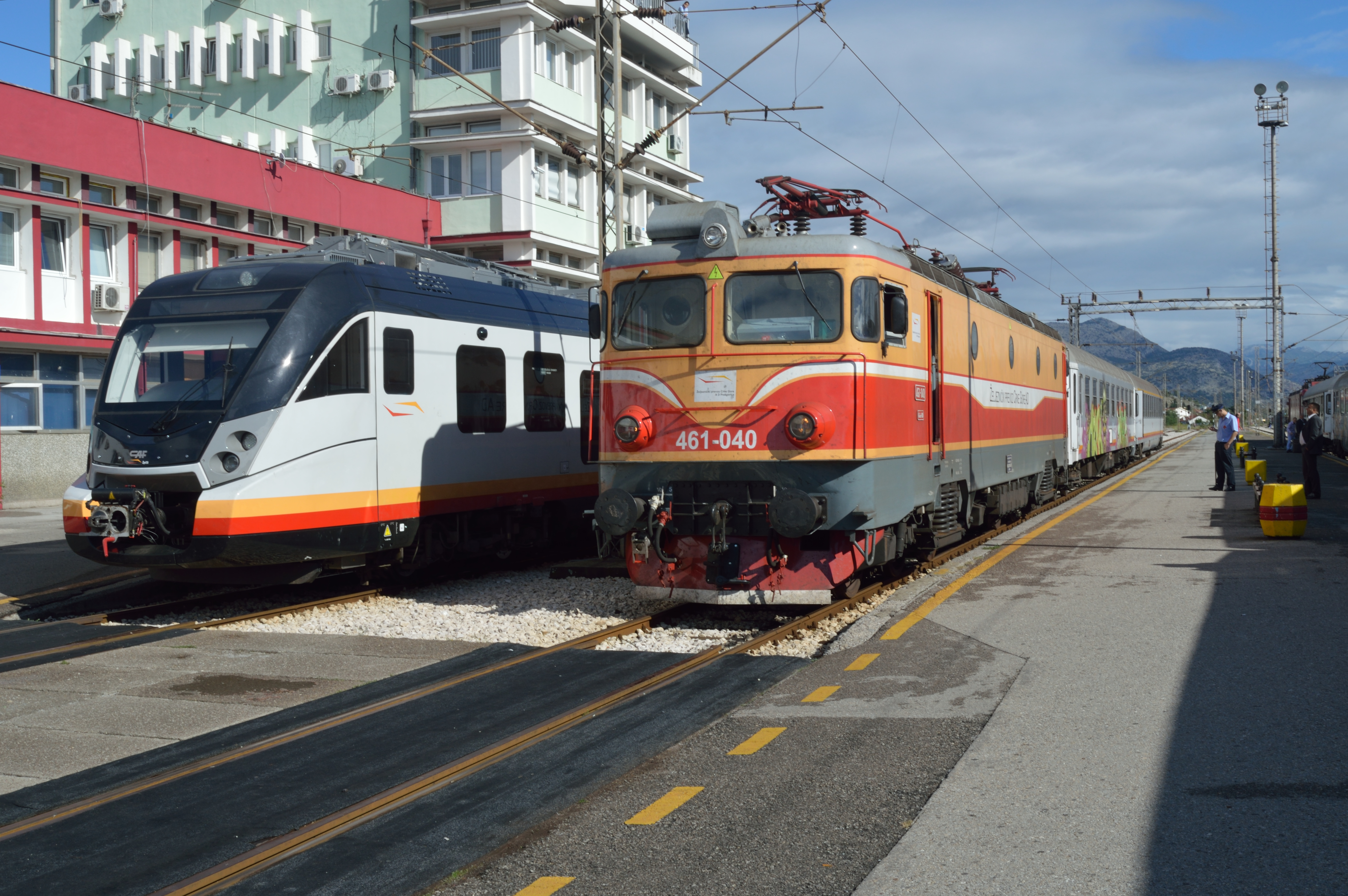
Залізничний вокзал Подгориці

Подгориця є вузловим пунктом Х-подібної залізничної мережі Чорногорії. На залізничному вокзалі Подгориці лінія Белград–Бар сходиться з лінією до Нікшича та лінією до Шкодера. Сама станція розташована за 1,5 км на південний схід від головної площі міста. Основним залізничним сполученням Подгориці (як для пасажирських, так і для вантажних перевезень) є Белград-Бар. Колія до Нікшича нещодавно була реконструйована (електрифіковано); після чого в жовтні 2012 року розпочалося пасажирське сполучення. Залізничне сполучення зі Шкодером використовується лише для вантажних перевезень.

### Авіа

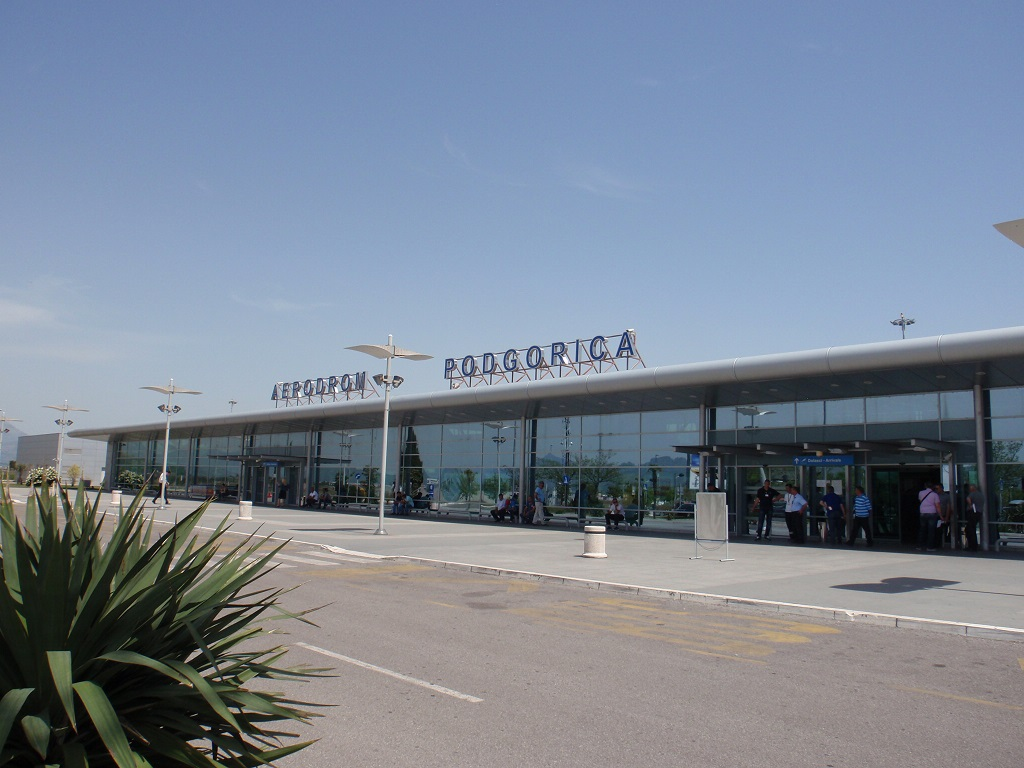
Аеропорт Подгоріца поблизу Голубовці.

Аеропорт Подгоріца розташований на рівнині Зета, за 11 км на південь від центру міста Подгоріця і є головним міжнародним аеропортом Чорногорії. Місцева назва аеропорту — аеропорт Голубовці (Аеродром Голубовці / Aerodrom Golubovci), оскільки він розташований в адміністративних межах міста Голубовці. Код IATA аеропорту все ще залишається TGD, оскільки Підгориця мала назву Тітоград, за часів якого відкрився аеропорт. Він є головним вузловим аеропортом для авіакомпаній Air Montenegro і Di Air.
Крім того є невеликий спортивнотренувальний аеродром Шпіро

## Відомі особи
Народжені у Підгориці
- Младен Божович (1984) — чорногорський футболіст, воротар клубу «Зета» та національної збірної Чорногорії.
- Марія Віцкович (* 1980) — сербська акторка театру та кіно.
- Павле Джуричич (1909—1945) — чорногорський серб, офіцер Королівської югославської армії, який очолював частину четників у Чорногорії під час Другої світової війни.
- Предраг Міятович (1969) — югославський футболіст і спортивний функціонер.
- Деян Савичевич (1966) — югославський футболіст і тренер, з 2004 року очолює Футбольний союз Чорногорії.
- Іван Стругар (1974) — чорногорський кікбоксер.
- Сергей Четкович (1976) — чорногорський співак.

## Галерея

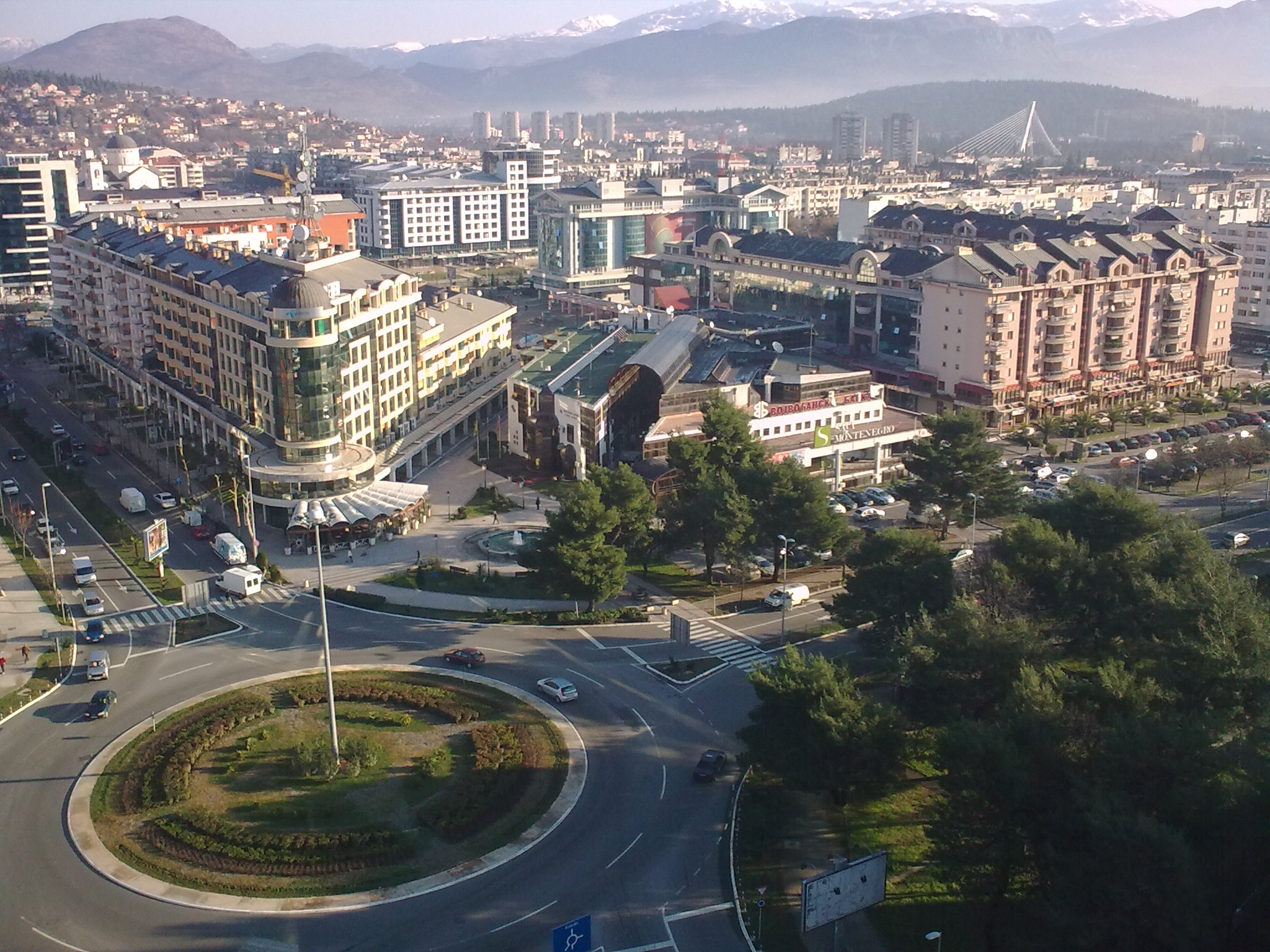
Подгориця
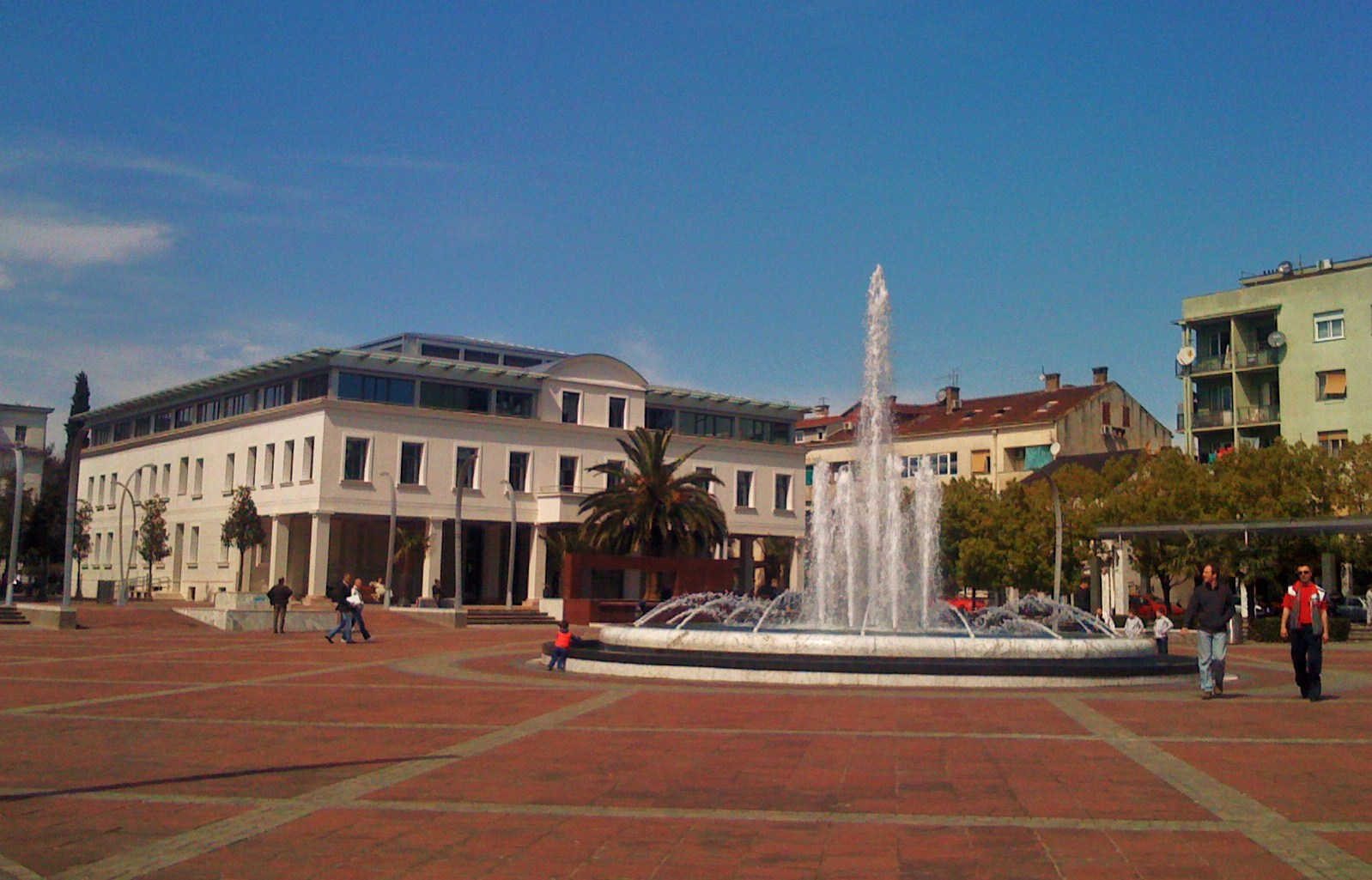
Площа Республіки
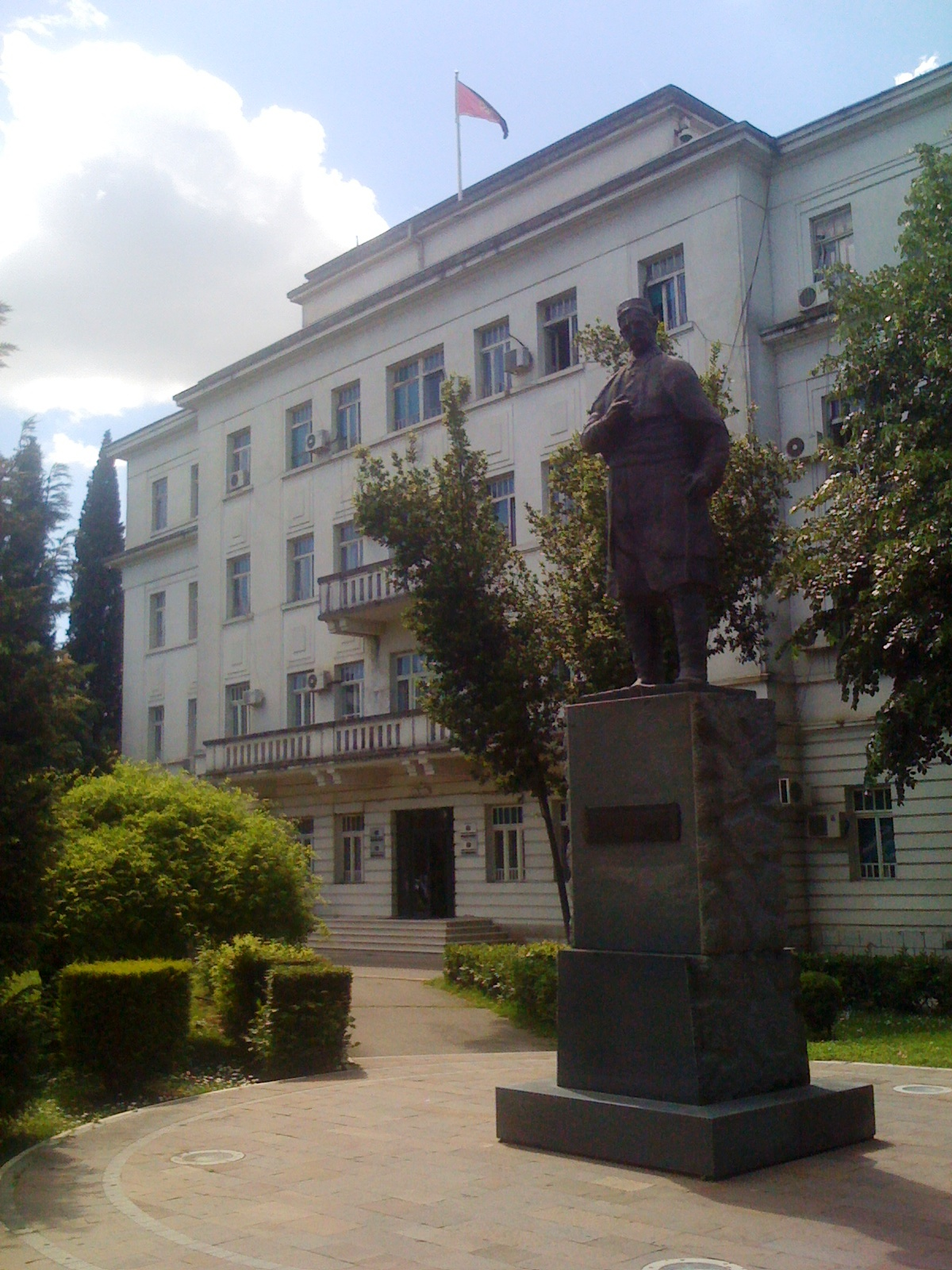
Мерія
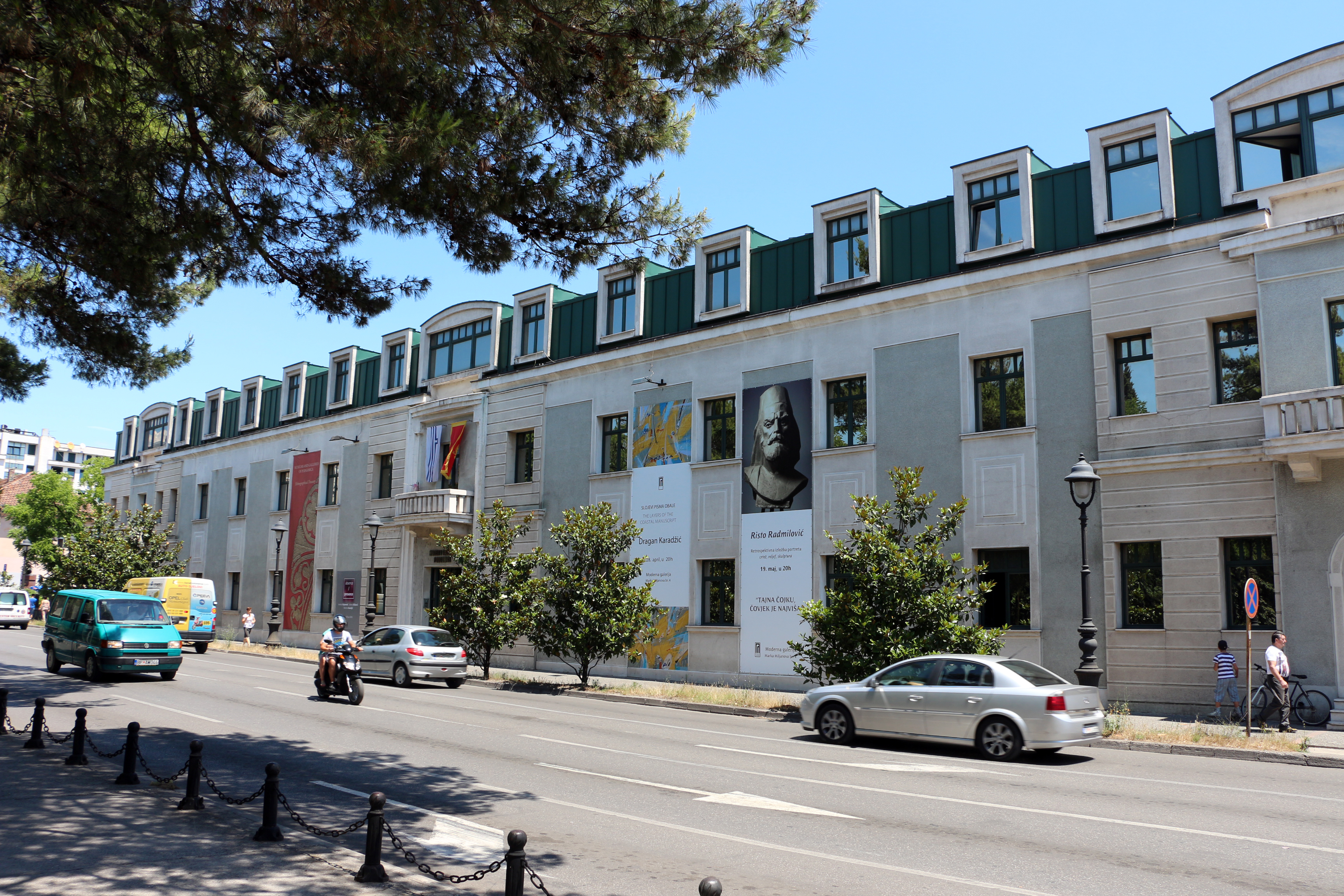
Національний музей
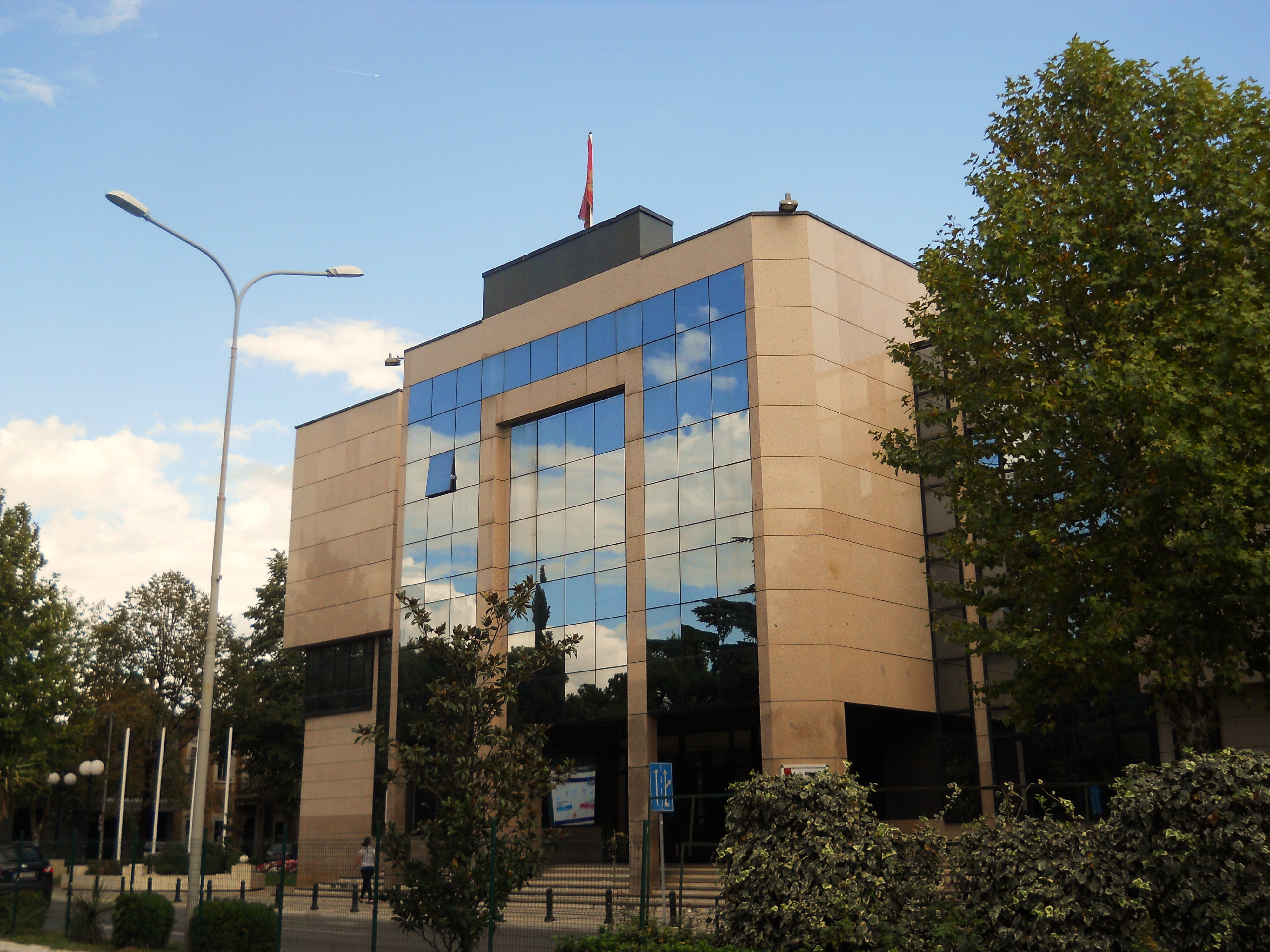
Національний театр
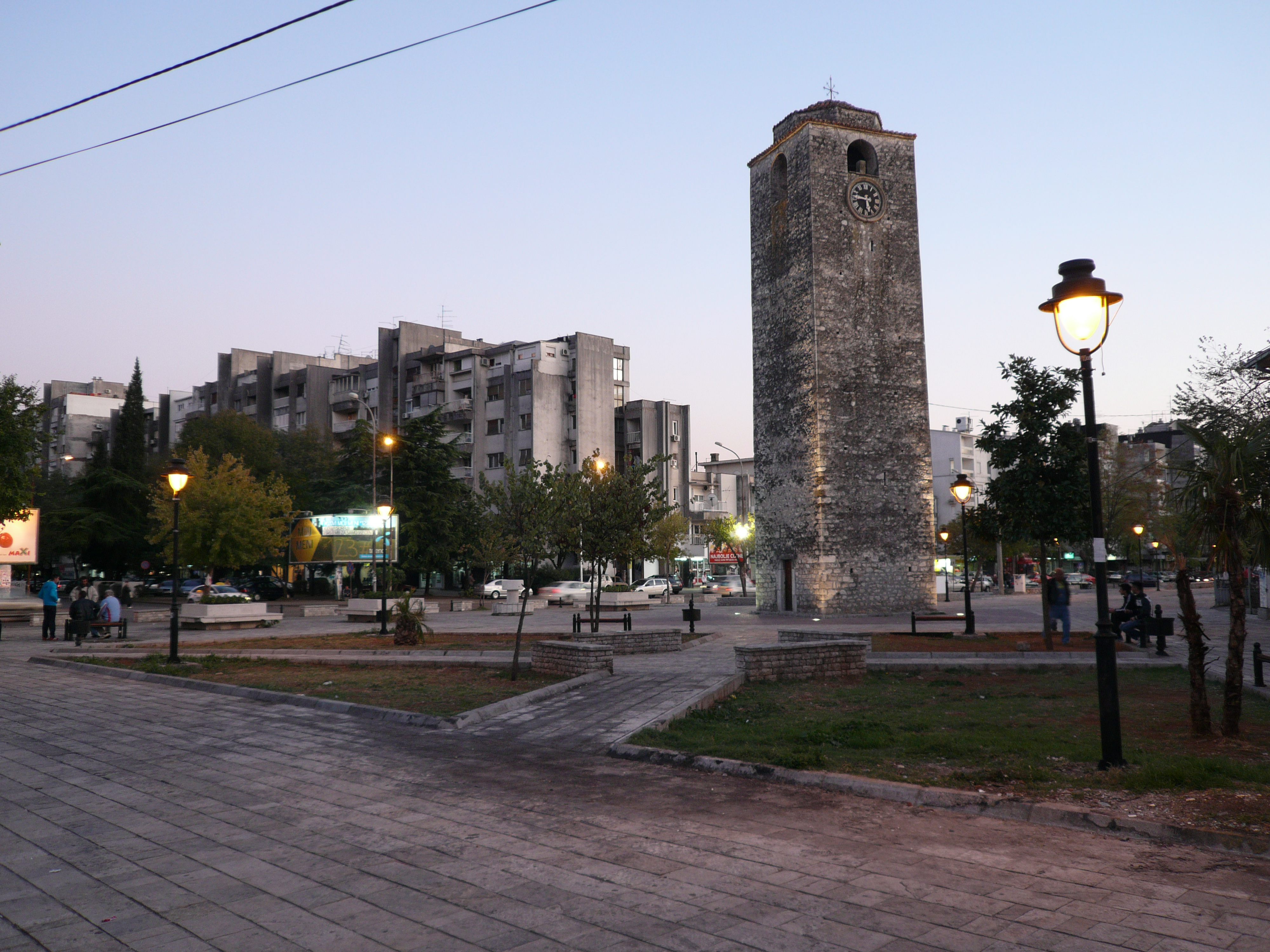
Годинникова вежа
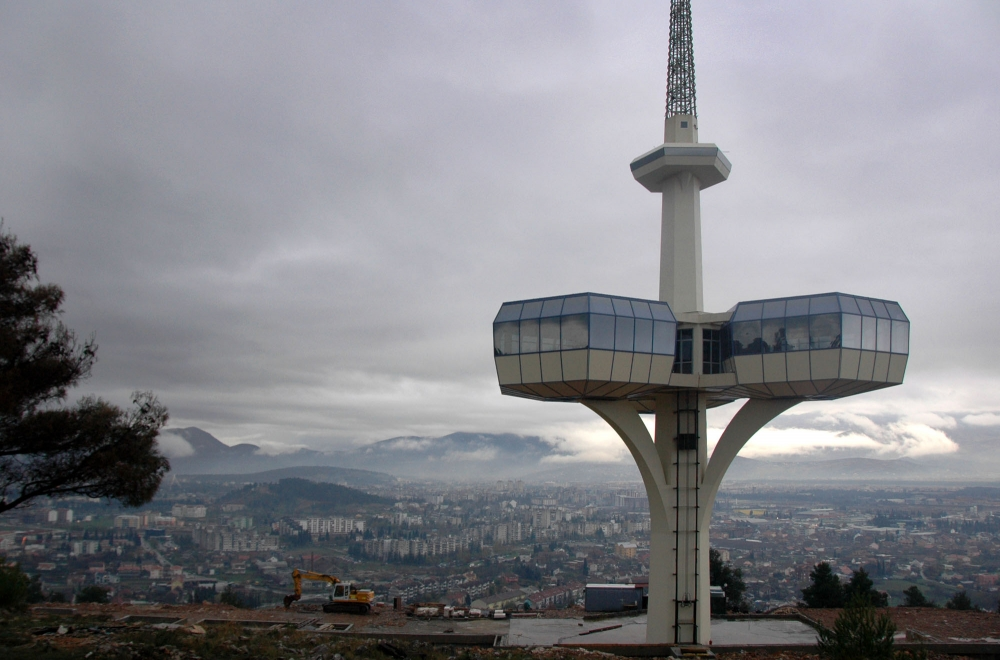
Радіовежа

## Міжнародні відносини

### Поріднені міста[7]
- Анкара, Туреччина
- Барі, Італія
- Науса, Греція
- Скоп'я, Македонія
- Сараїв, Боснія

### Партнерські договори[8]
- Єреван, Вірменія